# Victor Wooten

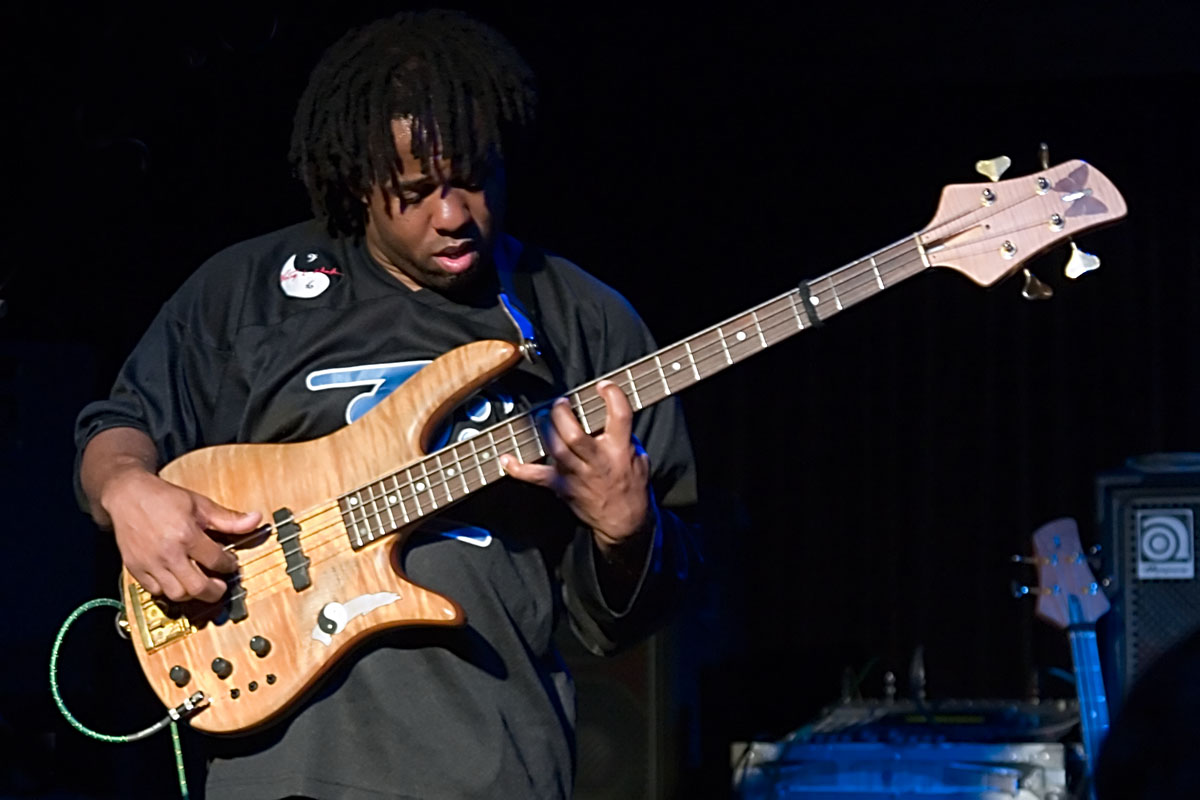
Victor Wooten mit E-Bass bei einem Bühnenauftritt im Jahr 2006

Victor Lemonte Wooten (* 11. September 1964 in Hampton, Virginia) ist ein US-amerikanischer E-Bassist, Komponist und Musikproduzent.
Für seine Leistungen wurde er mit fünf Grammys ausgezeichnet. Außerdem erhielt er vom Bass Player Magazine dreimal in Folge den Titel Bassist of the Year (Bassist des Jahres) und war damit der erste, dem das mehr als einmal gelang.

## Leben und Wirken
Wooten stammt aus einer Musiker-Familie und wuchs mit vier Brüdern auf. Sein Bruder Regi ist Gitarrist, Bruder Roy spielt Percussion und Schlagzeug. Da in der Familien-Band lediglich ein Bassist fehlte, brachte Regi Wooten seinem zweijährigen Bruder das Spielen bei. Bereits mit drei Jahren spielte er mit seiner Familie auf kleinen Konzerten in der Nachbarschaft, mit sechs Jahren war er mit seinen Brüdern als Vorgruppe für Curtis Mayfield und War unterwegs. In den 1980er-Jahren traf er auf den Banjo-Spieler Béla Fleck und gründete mit diesem die Band Béla Fleck and the Flecktones.
Neben seiner Tätigkeit mit den Flecktones nahm Victor Wooten mehrere Solo-Alben auf, auf denen er neue Möglichkeiten des Bassspiels präsentierte. Wooten wird bisweilen als der nächste Innovator des E-Basses seit Jaco Pastorius angesehen. Seine Virtuosität in Fingerstyle, Slapping und Tapping setzte neue Maßstäbe. Er war auch an Aufnahmen von Mike Stern und Bill Evans beteiligt. Wooten ist einer der bekanntesten Vertreter des Double-Thumbing. Als Einflüsse nennt er vor allem Curtis Mayfield, Jaco Pastorius, James Jamerson, Larry Graham, Stanley Clarke und Prince, bei dem er am 7. Mai 2004 im Musikklub Rocket Town in Nashville (Tennessee) als musikalischer Gast auftrat.
Wooten ist neben seinen Konzerten als Dozent tätig und veröffentlicht Lehr-DVDs. Seine mehrtägigen Workshops („Bass Camps“) veranstaltet er auf dem Wooten Woods, einem Gelände in der Nähe von Nashville in Tennessee, das Wooten speziell für seine Zwecke umbauen ließ. Darüber hinaus lehrt er auf dem jährlich stattfindenden „Bass Camp“ des deutschen Bassgitarrenherstellers Warwick.
Im Jahr 2006 veröffentlichte er das Buch Music Lesson. Die Geschichte einer Suche nach Wahrheit, Weisheit und Vollendung, in dem er seinen Versuch schildert, „zu dem vorzustoßen, was die Musik im Innersten ausmacht.“

## Diskografische Hinweise
Alben unter eigenem Namen:
- A Show Of Hands (1996)
- What Did He Say? (1997)
- Yin-Yang (1999)
- Live In America (2001)
- Soul Circus (2005)
- Palmystery (2008)
- Sword and Stone (Vix Records, 2012)
- Words and Tones (Vix Records, 2012)

Mit Steve Bailey:
- Bass Extremes 1
- Bass Extremes 2
- Bass Extremes 3

Weitere Veröffentlichungen:
- Béla Fleck – Tales Of The Acoustic Planet I & II
- Henderson/Smith/Wooten – Vital Tech Tones
- Greg Howe, Victor Wooten, Dennis Chambers – Extraction (2003)
- SMV (Stanley Clarke, Marcus Miller, Victor Wooten) – Thunder (2008)

Bekannte Songs:
- U can’t hold no Groove
- Sex in a Pan
- Flip Flop